# Dé à douze faces
Pour les articles homonymes, voir D12.

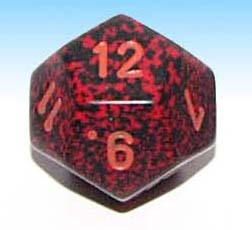
Dé dodécaèdre, modèle courant.

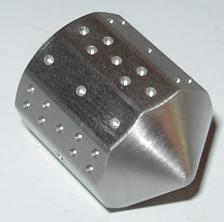
Dé prismatique à 12 faces, modèle rare.

Un dé à douze faces ou d12 en abrégé est une variante de dé comportant douze faces.
La forme la plus couramment utilisée est celle d'un dodécaèdre dont les faces sont des pentagones, mais il existe d'autres formes, comme le dé prismatique.  
En général, les faces opposées totalisent 13 et chaque face impaire est contigüe à la face paire supérieure (le 1 avec le 2, le 3 avec le 4, et.).  
Les dés à douze faces sont principalement utilisés dans les jeux de rôle sur table pour générer des résultats différents de ceux obtenus avec un dé standard à six faces. Ils sont relativement rares par rapport au d10 et au d20 qui permettent des statistiques plus vastes.